# René Francisquet
René Francisquet, né le 26 février 1896 à Paris 10e et mort le 1er novembre 1978 à Margency, est un pilote motocycliste français, notamment double vainqueur du Bol d'or en 1924 et 1925 au circuit de Saint-Germain sur Sunbeam 5003 "90 culbutée". 

## Biographie
La carrière de Francisquet en compétition sur deux roues s'étale de 1923 à 1931, uniquement avec des marques britanniques de hautes cylindrées pour l'époque (Norton, puis surtout Sunbeam, et enfin Rudge-Whitworth).
En 1923 il termine 4e et premier français du Grand Prix de l'U.M.F. (3e en 1924). En 1925 il est vainqueur du Circuit de l'Aisne, deuxième du GP de Lyon et 3e du GP du M.C.F.. En 1926 il remporte le GP du M.C.F.. En 1927 il s'impose aux GP de l'Ouverture et de la Clôture de saison à l'Autodrome de Linas-Montlhéry, et il gagne encore au Circuit de l'Aisne, finissant 3e au GP du M.C.F.. En 1929 il est 2e du GP de Lyon et 3e au GP du M.C.F.. En 1930 il gagne le Circuit du Dauphiné à Grenoble, puis en 1931 le GP de Lorraine avec le choix d'une dernière marque.     
De plus, René Francisquet a été nommé chevalier de la Légion d'honneur par décret du 15 juillet 1949, publié au journal officiel du 19 juillet 1949, pris sur proposition du Ministre de défense, en qualité de capitaine de l'armée de l'air, puis promu officier de la Légion d'honneur par décret du 1er février 1962, publié au journal officiel du 11 février 1962, pris sur proposition du Ministre de la défense, en qualité de capitaine, bureau central d'incorporation et d'archives de l'armée de l'air no 267.     
Par ailleurs, la concession de la Médaille militaire est intervenue en faveur de René FRANCISQUET, par décret du 9 janvier 1927, en qualité d'adjudant, 2e régiment d'aviation.